# Don Freeland
Pour les articles homonymes, voir Freeland (homonymie).
Don Freeland (né le 25 mars 1925 à Los Angeles, en Californie et mort le 2 novembre 2007 à San Diego) est un pilote automobile américain.

## Biographie
Don Freeland commence la compétition automobile à l'issue de la Seconde Guerre mondiale, au cours de laquelle il servait comme mécanicien dans la marine. Dans les années 1950, il devient un participant régulier du championnat national américain de monoplaces (AAA puis USAC) et a participé à huit reprises aux 500 miles d'Indianapolis, avec comme meilleur résultat une troisième place en 1956. L'Indy 500 étant intégré au cours de cette période dans le championnat du monde des pilotes, il figure donc officiellement dans les statistiques de la Formule 1, avec huit participations et 4 points marqués.